# Bockhorst
Bockhorst ist eine Gemeinde im Nordosten des Landkreises Emsland in Niedersachsen. Sie gehört der Samtgemeinde Nordhümmling an, die ihren Verwaltungssitz in der Gemeinde Esterwegen hat.

## Geografie

### Lage
Bockhorst liegt auf einem schmalen Geestrücken inmitten riesiger Moorgebiete am Küstenkanal.

### Nachbargemeinden
Nachbargemeinden sind im Norden die Gemeinden Rhauderfehn und Ostrhauderfehn im Landkreis Leer, im Südosten die Gemeinde Esterwegen und im Südwesten die Gemeinde Surwold sowie im Osten die Gemeinde Saterland im Landkreis Cloppenburg.

## Geschichte
Im Jahre 1598 wurde die Gemeinde erstmals urkundlich erwähnt. Der Name Bockhorst kommt aus dem Mittelniederdeutschen und bedeutet „Siedlung beim Buchengehölz“. Daher zeigt das Wappen der Gemeinde drei Buchenblätter. Die heutige Gemeinde Bockhorst wurde am 1. Oktober 1931 im damaligen Kreis Hümmling aus Teilen der Gemeinde Esterwegen gebildet.

## Politik

### Gemeinderat
Der Gemeinderat in Bockhorst setzt sich aus neun Ratsfrauen und Ratsherren zusammen. Ihm gehören nach der Kommunalwahl im September 2021 drei Parteien an.
- CDU 5 Sitze
- SPD 2 Sitze
- BU 2 Sitze

### Bürgermeister
Der ehrenamtliche Bürgermeister ist seit November 2016 Manfred Mönnikes (CDU).

## Kultur und Sehenswürdigkeiten

### Bauwerke
- Kirche in Bockhorst

1908/09 wurde erstmals in Bockhorst eine Kirche im neugotischen Stil errichtet.
1969 wurde diese abgerissen und an gleicher Stelle eine neue Kirche erbaut.

### Museen
- Heimathaus Bockhorst

### Parks
- Freizeitsee Bockhorst, etwa 28 ha groß mit Angelmöglichkeit.

## Wirtschaft und Infrastruktur

### Verkehr
Bockhorst ist über die Bundesstraße 401 verkehrsmäßig zu erreichen. Es besteht weiterhin ein Autobahnanschluss an die Bundesautobahn 31 und Bundesautobahn 28. Außerdem verfügt die Gemeinde über einen Binnenhafen am Küstenkanal, der die Gemeinde südlich durchquert.

### Tourismus
- Ferienhausgebiet am Bockhorster See.
- Moorlandschaft Esterweger Dose

## Persönlichkeiten
- Caspar Memering (* 1. Juni 1953), ehemaliger deutscher Fußball-Nationalspieler, geboren in Bockhorst
- Bernhard Ficken (* 13. September 1924 in Bockhorst; † 8. Oktober 2007) war ein deutscher Heimatdichter und -maler, geboren in Bockhorst